# Germán Colmenares
Germán Elio Colmenares – wenezuelski zapaśnik walczący w stylu wolnym. Brązowy medalista igrzysk Ameryki Środkowej i Karaibów w 1974 i 1978. Mistrz igrzysk boliwaryjskich w 1973 roku.